# Équipe cycliste Racing Cycles-Kastro
L'équipe cycliste Racing Cycles-Kastro est une équipe cycliste grecque, qui a existé de 2007 à 2014. Durant son existence, elle court avec le statut d'équipe continentale. Sponsorisée par la région de Murcie, l'équipe a eu un certain nombre de cyclistes espagnols.

## Principales victoires

### Classiques
- Grand Prix de Sharm el-Sheikh : Ivaïlo Gabrovski (2009)

### Courses par étapes
- Tour d'Égypte : Christoph Springer (2009)
- Tour de Bulgarie : Ivaïlo Gabrovski (2009)
- Tour de Guadeloupe : Francisco Mancebo (2010)

### Championnats nationaux
- Championnats de Bulgarie sur route : 1
  - Course en ligne : 2009 (Ivaïlo Gabrovski)
- Championnats de Grèce sur route : 2
  - Course en ligne : 2008 (Nikólaos Kaloudákis)
  - Contre-la-montre espoirs : 2010 (Polychrónis Tzortzákis)
- Championnats de Serbie sur route : 1
  - Contre-la-montre : 2014 (Gabor Kasa)

## Classements UCI
L'équipe participe aux épreuves des circuits continentaux et principalement les courses du calendrier de l'UCI Europe Tour. Le tableau ci-dessous présente les classements de l'équipe sur les circuits, ainsi que son meilleur coureur au classement individuel.
UCI Africa Tour
| Saison | Classement par équipes | Meilleur coureur au classement individuel |
| ------ | ---------------------- | ----------------------------------------- |
| 2008   | 22e                    | Nebojša Jovanović (168e)                  |
| 2009   | 8e                     | Ivaïlo Gabrovski (29e)                    |

UCI America Tour
| Saison | Classement par équipes | Meilleur coureur au classement individuel |
| ------ | ---------------------- | ----------------------------------------- |
| 2010   | 5e                     | Francisco Mancebo (8e)                    |

UCI Asia Tour
| Saison | Classement par équipes | Meilleur coureur au classement individuel |
| ------ | ---------------------- | ----------------------------------------- |
| 2008   | 56e                    | Nebojša Jovanović (285e)                  |
| 2009   | 43e                    | Spas Gyurov (168e)                        |
| 2010   | 42e                    | Rafael Serrano (208e)                     |
| 2014   | 82e                    | Add Alla Mohamed Sherif (414e)            |

UCI Europe Tour
| Saison | Classement par équipes | Meilleur coureur au classement individuel |
| ------ | ---------------------- | ----------------------------------------- |
| 2007   | 68e                    | Nebojša Jovanović (153e)                  |
| 2008   | 76e                    | Nebojša Jovanović (157e)                  |
| 2009   | 66e                    | Ivaïlo Gabrovski (85e)                    |
| 2010   | 71e                    | Francisco Mancebo (208e)                  |
| 2011   | 101e                   | Jaume Rovira (808e)                       |
| 2012   | 68e                    | Francisco José Pacheco (365e)             |
| 2014   | 75e                    | Ivan Stević (160e)                        |

## Racing Cycles-Kastro en 2014[6]

### Effectif
| Cycliste               | Date de naissance | Nationalité | Équipe 2013         |
| ---------------------- | ----------------- | ----------- | ------------------- |
| Sherif Abd Alla        | 30 mai 1987       | Égypte      | Néo-pro             |
| Abdulhadi Alajmi       | 2 mai 1995        | Koweït      |                     |
| Faizal Askar Al Ezeni  | 14 juin 1983      | Koweït      |                     |
| Vasilios Chairetakis   | 12 mai 1995       | Grèce       |                     |
| Marko Danilović        | 23 avril 1993     | Serbie      | Borac-Čačak         |
| Nikolaos Gerolymatos   | 10 août 1981      | Grèce       |                     |
| Thanasis Giounis       | 27 décembre 1982  | Grèce       |                     |
| Konstantinos Iliadis   | 5 mai 1995        | Grèce       |                     |
| Nebojša Jovanović      | 27 mars 1983      | Serbie      | Radnički Kragujevac |
| Dimitris Kamprianis    | 21 octobre 1972   | Grèce       |                     |
| Gabor Kasa             | 3 février 1989    | Serbie      | Melbotech Prorace   |
| Chrístos Loïzou        | 30 avril 1994     | Chypre      |                     |
| Michail Mavrikakis     | 24 août 1994      | Grèce       |                     |
| Eleftherios Pantelakis | 7 septembre 1995  | Grèce       |                     |
| Stavros Papadimitrakis | 1er janvier 1979  | Grèce       |                     |
| Ivan Stević            | 12 mars 1980      | Serbie      | Tusnad              |
| Eftychios Vavourakis   | 3 mars 1995       | Grèce       |                     |
| Filimon Zachariou      | 14 janvier 1994   | Grèce       |                     |

### Victoires
| Date       | Course                                    | Pays   | Classe | Vainqueur  |
| ---------- | ----------------------------------------- | ------ | ------ | ---------- |
| 27/06/2014 | Championnat de Serbie du contre-la-montre | Serbie | CN     | Gabor Kasa |